# The Dead Line (film fra 1920)
The Dead Line er en amerikansk stumfilm fra 1920 af Dell Henderson.

## Medvirkende
- George Walsh som Clay Boone
- Irene Boyle som Mollie Powell
- Baby Anita Lopez
- Joe Henaway som David Boone
- Al Hart som Lem Harlan
- Henry W. Pemberton som Zeke Harlan
- James Milady som Dan Harlan
- Gus Weinberg som Judge Ramsey
- G.A. Stryker som Dwight Weston
- Virginia Valli som Julia Weston
- James Birdsong som Hamilton Weston
- Jack Hopkins som Buck Gomery